# Symfoni nr 6 (Henze)
Symfoni nr 6 för två kammarorkestrar av Hans Werner Henze komponerades 1969.

## Historia
Verket skrevs medan kompositören bodde på Kuba och markerar ett avsteg i kompositörens symfoniska produktion: medan de tidigare fem symfonierna var mer rakt lyriska, har sjätte symfonin ett mer öppet politiskt tema, i likhet med andra Henze-verk från denna period. Henze själv sa att det var skrivet med:
erfarenheter av en bourgeois som hade skrivit musik till den härskande klassen i 20 år för att komponera mot borgarklassen. Istället för nostalgi och skepsis ville jag ha bekräftelse, direkt erkännande av revolution.
Henze inkluderade citat från FNL-sången "Stars in the Night", som först hördes spelas på banjo, och även från Mikis Theodorakis "Song of Freedom" på gitarr. Henze improviserar senare över den kubanska dansrytmen "Son" som han kontrasterar med den europeiska orkesterns mer traditionella sound. Henze själv har dock beskrivit verket som "en luthersk, protestantisk symfoni" men med "en hednisk kropp" och vars "puls och blod är svarta".
Den uruppfördes den 26 november 1969 av en orkester som samlats för tillfället vid Havannas universitet, med tonsättaren som dirigent. 1972 spelade London Symphony Orchestra in den, återigen under ledning av kompositören. 1994 skrev Henze om de improviserade passagerna i sin helhet och den reviderade symfonin uruppfördes av Münchens filharmoniska orkester under ledning av Ingo Metzmacher.
Det är i tre delar, även om dessa spelas i följd efter varandra, och speltiden är ca 15 minuter.

## Struktur och stil
Del I
1. ♩ = 92
2. un poco meno mosso (Fig. D, p. 23)[3]
3. meno mosso (p. 32)
4. Corona (p. 39)
5. meno mosso del tempo I (Fig. P, p. 51)

Del II
1. Lento (Fig. T, p. 63)
2. "Song to Freedom" (Fig. V, p. 69)
3. Largo (Fig. X, p. 77)
4. ♩ = 66 (p. 78)
5. ♩ = 66 (p. 83)
6. ♩ = 92 (p. 88)

Del III
1. piu mosso (p. 102)
2. meno mosso (Fig. MM, p. 110)
3. piu mosso, con fuoco (Fig. OO, p. 113)
4. ♩ = 100 (Fig. SS, p. 121)